# Vinagre d'arròs

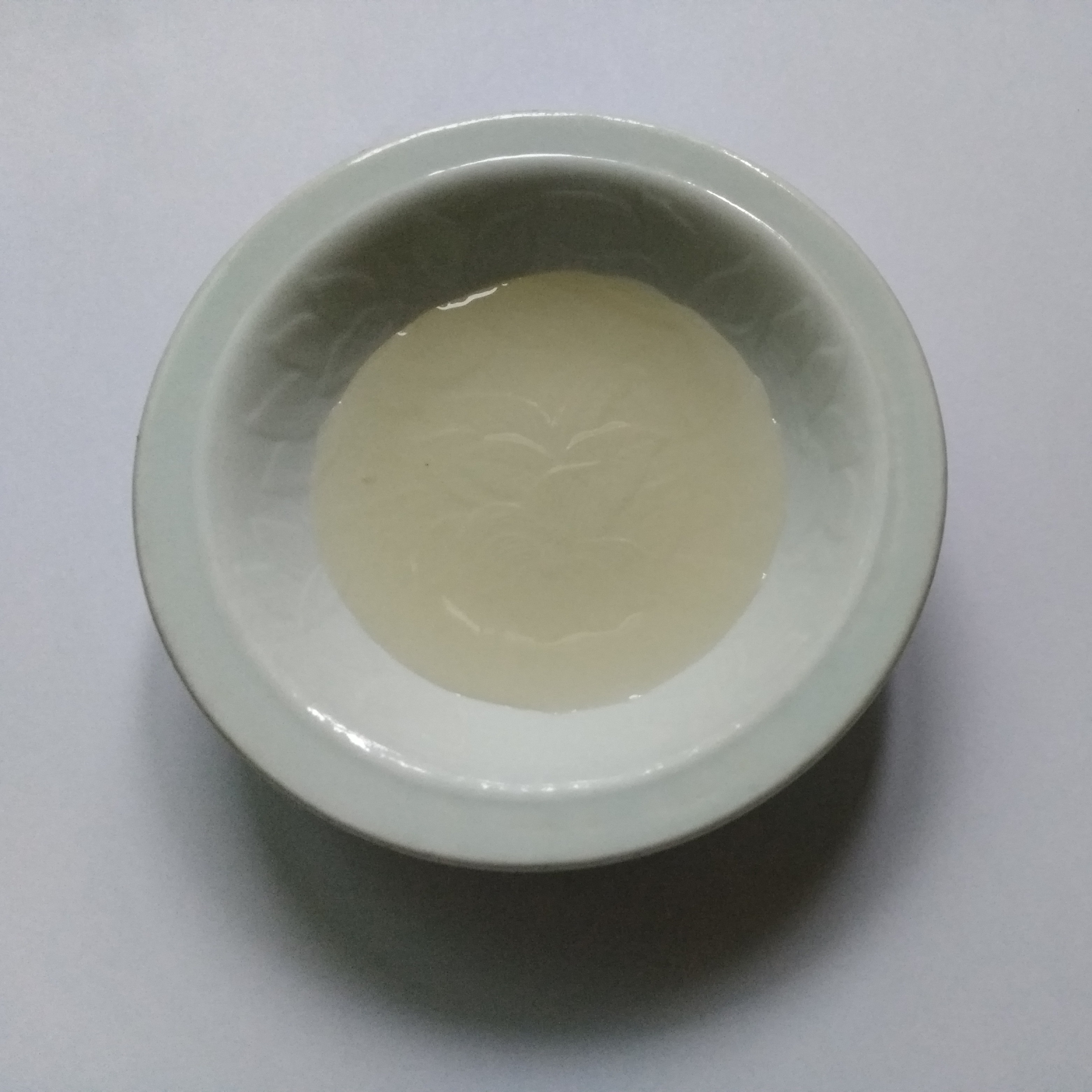
Vinagre d'arròs

El vinagre d'arròs és un tipus de vinagre fet a través de la fermentació d'arròs o vi d'arròs. És tradicional a la Xina, Japó, Corea i el Vietnam.

## Vinagre d'arròs xinès
El fet a la Xina és més fort que els fets al Japó i el seu color va des del clar a diversos tons de vermell i marró. Aquests vinagres d'arròs són més suaus i dolços que els vinagres occidentals i, per tant, els vinagres occidentals no són adequats per substituir el vinagre d'arròs en les receptes de cuina. En els llibres de cuina japonesos mitja tassa de vinagre blanc occidental és equivalent a la força d'una tassa de vinagre blanc Chinkiang.
Els vinagres d'arròs clar i negre es fan fermentar gràcies al fong Aspergillus oryzae. En canvi el vinagre vermell es fa amb una altra espècie de fong, Monascus purpureus, i té un gust diferent.

## Vinagre d'arròs japonès
El vinagre d'arròs japonès és molt suau i va de ser incolor a groc. N'hi ha dos tipus: un d'ells està fet d'arròs fermentat i l'altre, el awasezu o vinagre d'arròs assaonat, està fet afegint-hi sake, sal i sucre. El vinagre d'arròs assaonat es fa servir en el sushi.

### Vinagre sushi
El vinagre d'arròs es pot barrejar amb sal i sucre per a fer vinagre de sushi, el qual es fa servir per assaonar l'arròs usat en el sushi.

## Vinagre d'arròs a Corea
A Corea es diu Ssal sikcho o micho. Està fet d'arròs tipus chapssal (arròs glutinós) o hyeonmi (arròs marró) i barrejat amb nuruk que és un iniciador coreà de la fermentació.

## Vinagre d'arròs a Vietnam
A Vietnam es diu dấm gạo o giấm gạo. Un tipus de vinagre amb espècies agre es diu giấm bỗng fet de l'arròs del tipus nếp cái hoa vàng i és un ingredient dels plats vịt om giấm bổng, bún riêu i bún ốc. Un altre tipus de vinagre menys agre és el hèm, usat en els plats ốc bươu hấp hèm, gà hấp hèm. Un tercer tipus de vinagre d'arròs és el mẻ molt agre usat en el plat trâu luộc mẻ- una especialitat de la ciutat de Cần Thơ.